# جون ويليام ماكاي
جون ويليام ماكاي (بالإنجليزية: John W. Mackay)‏ هو مستكشف وشخصية أعمال أمريكي، ولد في 28 نوفمبر 1831 في دوبلين في الولايات المتحدة، وتوفي في 20 يوليو 1902 في Central London ‏ في المملكة المتحدة.